# Ихтерсхаузен
Ихтерсхаузен (њем. Ichtershausen) општина је у њемачкој савезној држави Тирингија. Једно је од 44 општинска средишта округа Илм. Према процјени из 2010. у општини је живјело 3.836 становника. Посједује регионалну шифру (AGS) 16070028.

## Географски и демографски подаци
Ихтерсхаузен се налази у савезној држави Тирингија у округу Илм. Општина се налази на надморској висини од 249 метара. Површина општине износи 20,3 km². У самом мјесту је, према процјени из 2010. године, живјело 3.836 становника. Просјечна густина становништва износи 189 становника/km².